# グリセリン酸デヒドロゲナーゼ
グリセリン酸デヒドロゲナーゼ（glycerate dehydrogenase）は、次の化学反応を触媒する酸化還元酵素である。
(R)-グリセリン酸 + NAD+ {\displaystyle \rightleftharpoons } ヒドロキシピルビン酸 + NADH + H+
反応式の通り、この酵素の基質は(R)-グリセリン酸とNAD+、生成物はヒドロキシピルビン酸とNADHとH+である。
組織名は(R)-glycerate:NAD+ oxidoreductaseで、別名にD-glycerate dehydrogenase、hydroxypyruvate reductaseがある。